# 胡僧祐
胡僧祐（491年—553年），字願果，南陽冠軍人，南北朝北魏、南梁官員。
胡僧祐年少勇敢果斷，有武功才能，在北魏擔任銀青光祿大夫，大通二年（528年）回到南梁，經常上奏奏章，令梁武帝器重他，拜假節、超武將軍、文德主帥，防守項城。項城失陷，他被北魏俘虜，至中大通元年（529年），陳慶之送回北魏北海王元顥到洛陽時他又可以回國，除授南天水、天門二郡太守，有德政。胡僧祐喜歡讀書，但不理解文辭意義，然而他每次在宴會中總會強行賦詩，文辭粗俗被嘲笑，胡僧祐神色自若，稱自己有實力，愈來愈誇耀自己。之後他在蕭繹處擔任鎮西錄事參軍，侯景作亂，西邊沮蠻反叛，蕭繹命令胡僧祐征討，並要求殺死當地渠帥，他勸諫蕭繹不要這樣做，就被判忤旨入獄。大寶二年（551年），侯景入侵荊陝，在巴陵包圍王僧辯，於是蕭繹釋放胡僧祐，拜任假節、武猛將軍，封新市縣侯，命令他支援。臨行前他對兒子說：「你可以開兩扇門，一扇紅色，另一扇白色。吉利的話我從紅門進屋，我死了就從白門抬入屋，我不打勝仗不會回家。」蕭繹聽說後認為他很豪邁。胡僧祐到達楊浦，侯景派部將任約率領五千名精兵據守白塉，遙遠等待之。他抄岔道西上，任約認為他怕自己而退後，立刻追趕，在南安芊口，對胡僧祐說：「吳兒，為何你不投降？走到哪兒去。」他不理睬任約，偷偷退卻，至赤砂亭適逢陸法和到達，二人一同擊破任約，擒拿任約到江陵，侯景得知後逃去。蕭繹任用胡僧祐為侍中、領軍將軍，回到荊州。
其後他拜任領軍將軍，積累許多財物，所得的儀仗經常放在齋中，對自己自娛。別人說：「這是羽儀，你名聲隆重，不應這樣。」他回應：「我喜歡這樣，不用見怪。」出遊時亦隨身攜帶儀仗，別人都笑他。承聖二年（553年），胡僧祐進官車騎將軍、開府儀同三司，其他依舊。西魏入侵，朝廷任命胡僧祐為都督城東諸軍事。魏軍四面攻至，同時出擊，他親自抵擋箭和垒石，日夜督戰，獎勵士兵，賞罰分明，各人都被感動，願意拼死一戰，所向披靡，敵軍不敢前進。不久他中流矢逝世，虛歲六十三，梁元帝知道後趕過去哭泣，於是內外惶恐，城池陷落。

## 引用
1. 1 2  《梁書·卷四十六·列傳第四十》：胡僧祐字願果，南陽冠軍人。少勇決，有武幹。仕魏至銀青光祿大夫，以大通二年歸國，頻上封事，高祖器之，拜假節、超武將軍、文德主帥，使戍項城。城陷，復沒于魏。中大通元年，陳慶之送魏北海王元顥入洛陽，僧祐又得還國，除南天水、天門二郡太守，有善政。性好讀書，不解緝綴。然每在公宴，必強賦詩，文辭鄙俚，多被嘲謔，僧祐怡然自若，謂己實工，矜伐愈甚。
2. 1 2  《南史·卷六十四·列傳五十四》：胡僧佑字願果，南陽冠軍人也。少勇決，有武幹。仕魏位銀青光祿大夫。以大通三年避爾朱氏之難歸梁。頻上封事，武帝器之，拜文德主帥，使戍項城。魏克項城，因入北。中大通元年，陳慶之送魏北海王元顥入洛陽，僧佑又歸梁，徐南天水、天門二郡太守，有善政。性好讀書，愛緝綴，然文辭鄙野，多被嘲謔，而自謂實工，矜伐彌甚。
3. ↑  《梁書·卷四十六·列傳第四十》：晚事世祖，爲鎮西錄事參軍。侯景亂，西沮蠻反，世祖令僧祐討之，使盡誅其渠帥，僧祐諫，忤旨下獄。大寶二年，侯景寇荊陝，圍王僧辯于巴陵，世祖乃引僧祐於獄，拜爲假節、武猛將軍，封新市縣侯，令赴援。僧祐將發，謂其子曰：「汝可開兩門，一門擬朱，一門擬白。吉則由朱門，凶則由白門。吾不捷不歸也。」世祖聞而壯之。至楊浦，景遣其將任約率銳卒五千，據白塉，遙以待之。僧祐由別路西上，約謂畏己而退，急追之，及於南安芊口，呼僧祐曰：「吳兒，何爲不早降？走何處去。」僧祐不與之言，潛引卻，至赤砂亭，會陸法和至，乃與幷軍擊約，大破之，擒約送于江陵。侯景聞之遂遁。世祖以僧祐爲侍中、領軍將軍，徵還荊州。
4. ↑  《南史·卷六十四·列傳五十四》：晚事梁元帝。侯景之亂，西沮蠻反，元帝令僧佑討之，使盡誅其渠帥。僧佑諫忤旨，下獄。大寶二年，景圍王僧辯于巴陵，元帝乃引僧佑於獄，拜為假節、武猛將軍，封新市縣侯，令援僧辯。將發泣下，謂其子屺曰：「汝可開朱白二門，吾不捷則死。吉則由朱，凶則由白也。」元帝聞而壯之。前至赤沙亭，會陸法和至，乃與並軍，大敗景將任約軍，禽約送江陵。侯景聞之遂遁。
5. ↑  《南史·卷六十四·列傳五十四》：後拜領軍將軍，厚自封殖。以所加鼓吹恒置齋中，對之自娛。人曰：「此是羽儀，公名望隆重，不宜若此。」答曰：「我性愛之，恒須見耳。」或出遊亦以自隨，人士笑之。
6. ↑  《梁書·卷四十六·列傳第四十》：承聖二年，進爲車騎將軍、開府儀同三司，餘悉如故。西魏寇至，以僧祐爲都督城東諸軍事。魏軍四面起攻，百道齊舉，僧祐親當矢石，晝夜督戰，獎勵將士，明於賞罰，衆皆感之，咸爲致死，所向摧殄，賊莫敢前。俄而中流矢卒，時年六十三。世祖聞之，馳往臨哭。於是內外惶駭，城遂陷。
7. ↑  《南史·卷六十四·列傳五十四》：承聖二年，為車騎將軍、開府儀同三司。及魏軍至，以僧佑為都督城東諸軍事。俄中流矢卒，城遂潰。

## 延伸阅读
[在维基数据编辑]
 《梁書/卷46》，出自姚思廉《梁書》
 《南史·卷64》，出自李延壽《南史》